# Edílson José da Silva
Edílson José da Silva (sinh ngày 8 tháng 12 năm 1978) là một cầu thủ bóng đá người Brasil.

## Sự nghiệp câu lạc bộ
Edílson José da Silva đã từng chơi cho Avispa Fukuoka.

## Thống kê câu lạc bộ

### J.League
| Đội            | Năm       | J.League | J.League | J.League Cup | J.League Cup | Tổng cộng | Tổng cộng |
| Đội            | Năm       | Trận     | Bàn      | Trận         | Bàn          | Trận      | Bàn       |
| -------------- | --------- | -------- | -------- | ------------ | ------------ | --------- | --------- |
| Avispa Fukuoka | 2004      | 15       | 2        | -            | -            | 15        | 2         |
| Avispa Fukuoka | 2005      | 0        | 0        | -            | -            | 0         | 0         |
| Tổng cộng      | Tổng cộng | 15       | 2        | 0            | 0            | 15        | 2         |